# Medaliści mistrzostw Polski seniorów w biegu na 10 kilometrów
Medaliści mistrzostw Polski seniorów w biegu na 10 km – zdobywcy medali seniorskich mistrzostw Polski w konkurencji biegu ulicznego na 10 km.
Po raz pierwszy mistrzostwa Polski w biegu na 10 km mężczyzn zostały rozegrane 7 sierpnia 2010 w Gdańsku w ramach Biegu Św. Dominika. Pierwszym mistrzem Polski został zawodnik Floty Gdynia Marcin Chabowski, który uzyskał wynik 29:13.
Następne mistrzostwa rozegrano 6 sierpnia 2011 w Gdańsku, również w ramach Biegu św. Dominika. Ponownie mistrzem Polski został Marcin Chabowski z czasem 28:55, chociaż w biegu zwyciężył Costas Kyeva z Kenii (28:48).
Najwięcej złotych medali mistrzostw Polski (siedem) zdobył Marcin Chabowski. Do niego też należy aktualny rekord mistrzostw Polski seniorów w biegu na 10 km, który wynosi 28:55 i został ustanowiony podczas mistrzostw w 2011 w Gdańsku.

## Medaliści
| NR – rekord kraju \| PB – rekord życiowy \| SB – najlepszy wynik w sezonie \| NL – najlepszy wynik w polskich tabelach w sezonie |

| Mistrzostwa  | 1. miejsce                                | Rezultat | 2. miejsce                                | Rezultat | 3. miejsce                                | Rezultat |
| Gdańsk 2010  | Marcin Chabowski Flota Gdynia             | 29:13    | Arkadiusz Gardzielewski Śląsk Wrocław     | 29:27    | Artur Kozłowski MULKS Sieradz             | 29:51    |
| Gdańsk 2011  | Marcin Chabowski Flota Gdynia             | 28:55    | Artur Kozłowski MULKS Sieradz             | 29:39    | Arkadiusz Gardzielewski Śląsk Wrocław     | 29:41    |
| Gdańsk 2012  | Artur Kozłowski MULKS Sieradz             | 29:31    | Arkadiusz Gardzielewski Śląsk Wrocław     | 29:42    | Artur Kern Unia Hrubieszów                | 29:48    |
| Gdańsk 2013  | Marcin Chabowski Pomerania Szczecinek     | 29:11    | Radosław Kłeczek Sporting Międzyzdroje    | 29:46    | Arkadiusz Gardzielewski Śląsk Wrocław     | 29:50    |
| Gdańsk 2014  | Artur Kozłowski MULKS Sieradz             | 30:10    | Szymon Kulka ULKS Lipinki                 | 30:15    | Emil Dobrowolski Prefbet Śniadowo Łomża   | 30:20    |
| Gdańsk 2015  | Marcin Chabowski Pomerania Szczecinek     | 29:14    | Artur Kozłowski MULKS Sieradz             | 29:31    | Arkadiusz Gardzielewski Śląsk Wrocław     | 29:50    |
| Gdańsk 2016  | Szymon Kulka ULKS Lipinki                 | 29:33    | Tomasz Grycko UKS Bliza Władysławowo      | 29:40    | Damian Kabat WMLKS Pomorze Stargard       | 30:11    |
| Gdańsk 2017  | Marcin Chabowski STS Pomerania Szczecinek | 29:14    | Artur Kozłowski MULKS MOS Sieradz         | 29:47    | Szymon Kulka niestowarzyszony             | 29:51    |
| Gdańsk 2018  | Marcin Chabowski STS Pomerania Szczecinek | 29:45    | Adam Nowicki MKL Szczecin                 | 29:53    | Tomasz Grycko UKS Bliza Władysławowo      | 30:12    |
| Gdańsk 2019. | Marcin Chabowski STS Pomerania Szczecinek | 29:33    | Tomasz Grycko UKS Bliza Władysławowo      | 30:03    | Szymon Kulka WKS Grunwald Poznań          | 30:09    |
| Poznań 2020  | Kamil Karbowiak LZS KL Kotwica            | 29:14    | Kamil Jastrzębski SKB Kraśnik             | 29:32    | Arkadiusz Gardzielewski WKS Śląsk Wrocław | 29:55    |
| Gdańsk 2021. | Szymon Kulka WKS Grunwald Poznań          | 29:29    | Damian Kabat WMLKS Pomorze Stargard       | 29:34    | Tomasz Grycko UKS Bliza Władysławowo      | 29:44    |
| Gdańsk 2022  | Adam Nowicki MKL Szczecin                 | 29:20    | Arkadiusz Gardzielewski WKS Śląsk Wrocław | 29:21    | Mateusz Kaczor RLTL Optima Radom          | 30:02    |

## Klasyfikacja medalowa
W historii mistrzostw Polski seniorów na podium tej imprezy stanęło w sumie 13 biegaczy. Najwięcej złotych medali zdobył Marcin Chabowski. Tyle samo medali, lecz innego koloru, zdobył Arkadiusz Gardzielewski. W tabeli kolorem wyróżniono zawodników, którzy wciąż są czynnymi lekkoatletami.
| Lp. | Zawodnik                | Złoto | Srebro | Brąz | Razem |
| 1.  | Marcin Chabowski        | 7     | 0      | 0    | 7     |
| 2.  | Artur Kozłowski         | 2     | 3      | 1    | 6     |
| 3.  | Szymon Kulka            | 2     | 1      | 2    | 5     |
| 4.  | Adam Nowicki            | 1     | 1      | 0    | 2     |
| 5.  | Kamil Karbowiak         | 1     | 0      | 0    | 1     |
| 6.  | Arkadiusz Gardzielewski | 0     | 3      | 4    | 7     |
| 7.  | Tomasz Grycko           | 0     | 2      | 2    | 4     |
| 8.  | Damian Kabat            | 0     | 1      | 1    | 2     |
| 9.  | Kamil Jastrzębski       | 0     | 1      | 0    | 1     |
| 9.  | Radosław Kłeczek        | 0     | 1      | 0    | 1     |
| 11. | Emil Dobrowolski        | 0     | 0      | 1    | 1     |
| 11. | Mateusz Kaczor          | 0     | 0      | 1    | 1     |
| 11. | Artur Kern              | 0     | 0      | 1    | 1     |